# Motoyama
Motoyama (jap. 本山町 Motoyama-chō) – miasto w Japonii, na wyspie Sikoku, w prefekturze Kōchi. Według danych na rok 2020 miejscowość zamieszkiwało 3 261 mieszkańców , a gęstość zaludnienia wyniosła 24,3 os./km².